# Gasteruption schossmannae
Gasteruption schossmannae is een vliesvleugelig insect uit de familie van de Gasteruptiidae. De wetenschappelijke naam van de soort is voor het eerst geldig gepubliceerd in 1987 door Madl.